# Mitathal
Le site archéologique de Mithatal, situé dans le district de Bhiwani, dans l'Haryana en Inde, est rattaché à la Civilisation de l'Indus. Mitathal est situé dans une plaine alluviale près d'un canal entre les rivières Chautang et Yamuna. Il est proche des collines de Kaliana et Tosham, qui sont respectivement riches en quartzites et en métavolcanites. Le site est à approximativement 120 km à l'ouest-nord-ouest de New Delhi, à 10 km au nord-est de Bhiwani et à 1,5 km au nord-ouest du village de Mitathal.

## Fouilles
Les premières fouilles ont été menées en 1968 par l'université de Kurukshetra sous la direction de Suraj Bhan. Des objets en cuivre, des poteries, des perles et des bracelets bangle en faience sont alors découverts. Une autre fouille en 2007 a déterré un sceau endommagé en stéatite.